# Strömkullegymnasiet

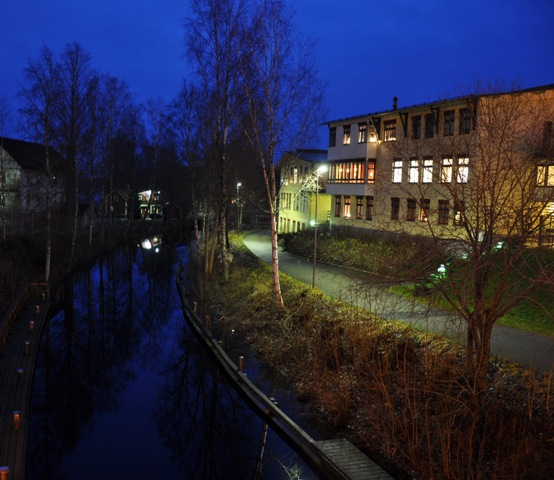
Strömkullegymnasiet vid sidan av Dalslands kanal i Bengtsfors.

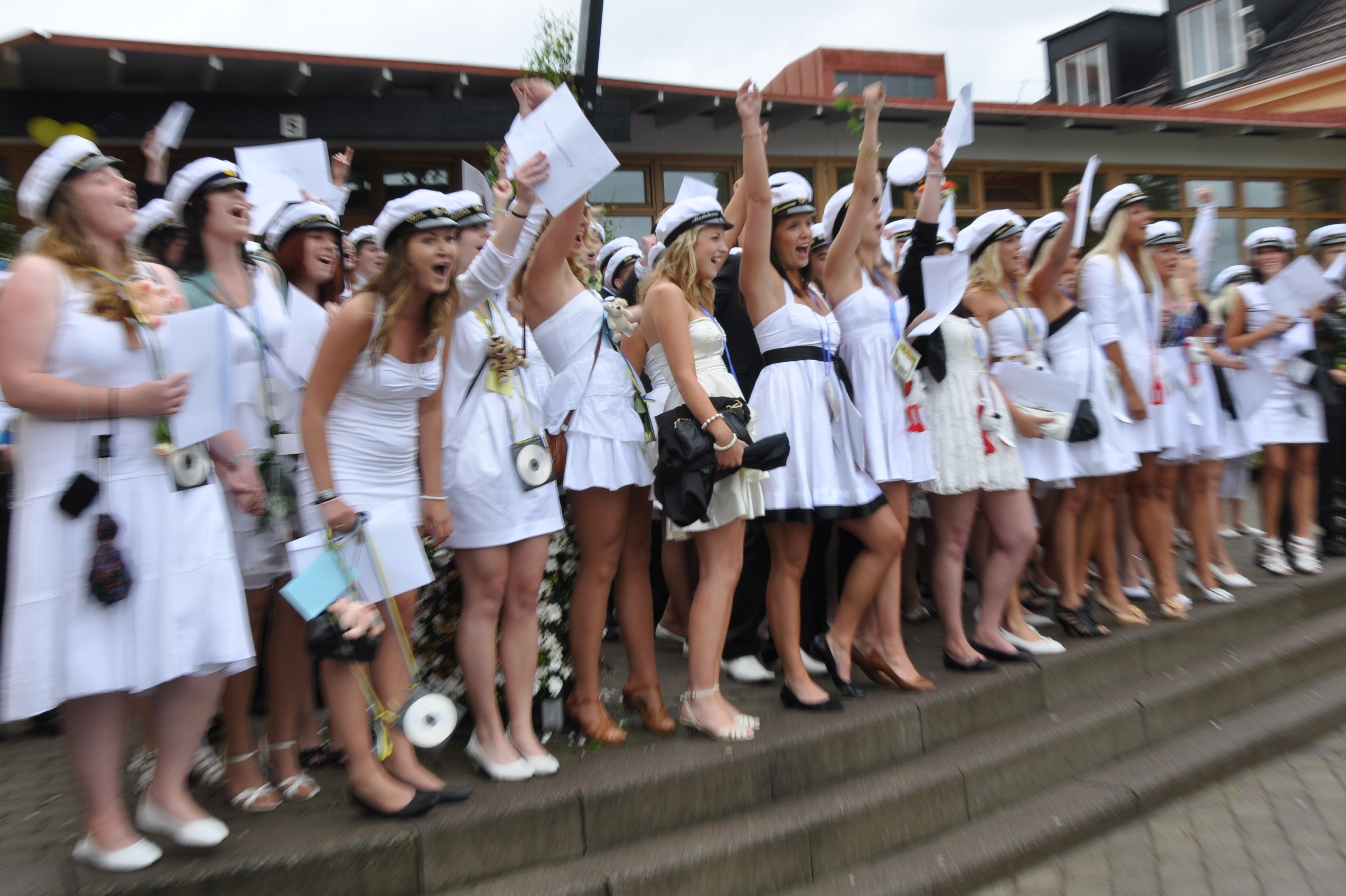
Studenter på Strömkullegymnasiet 2009.

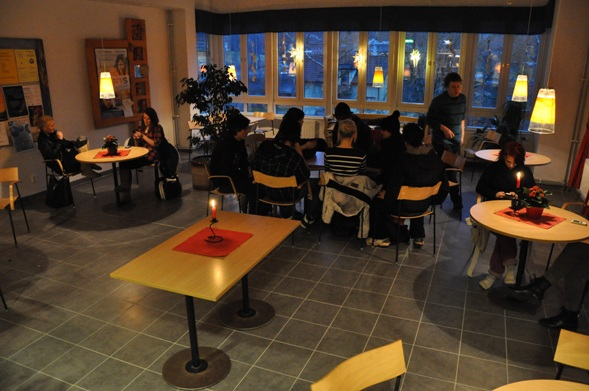
Café Strömmen.

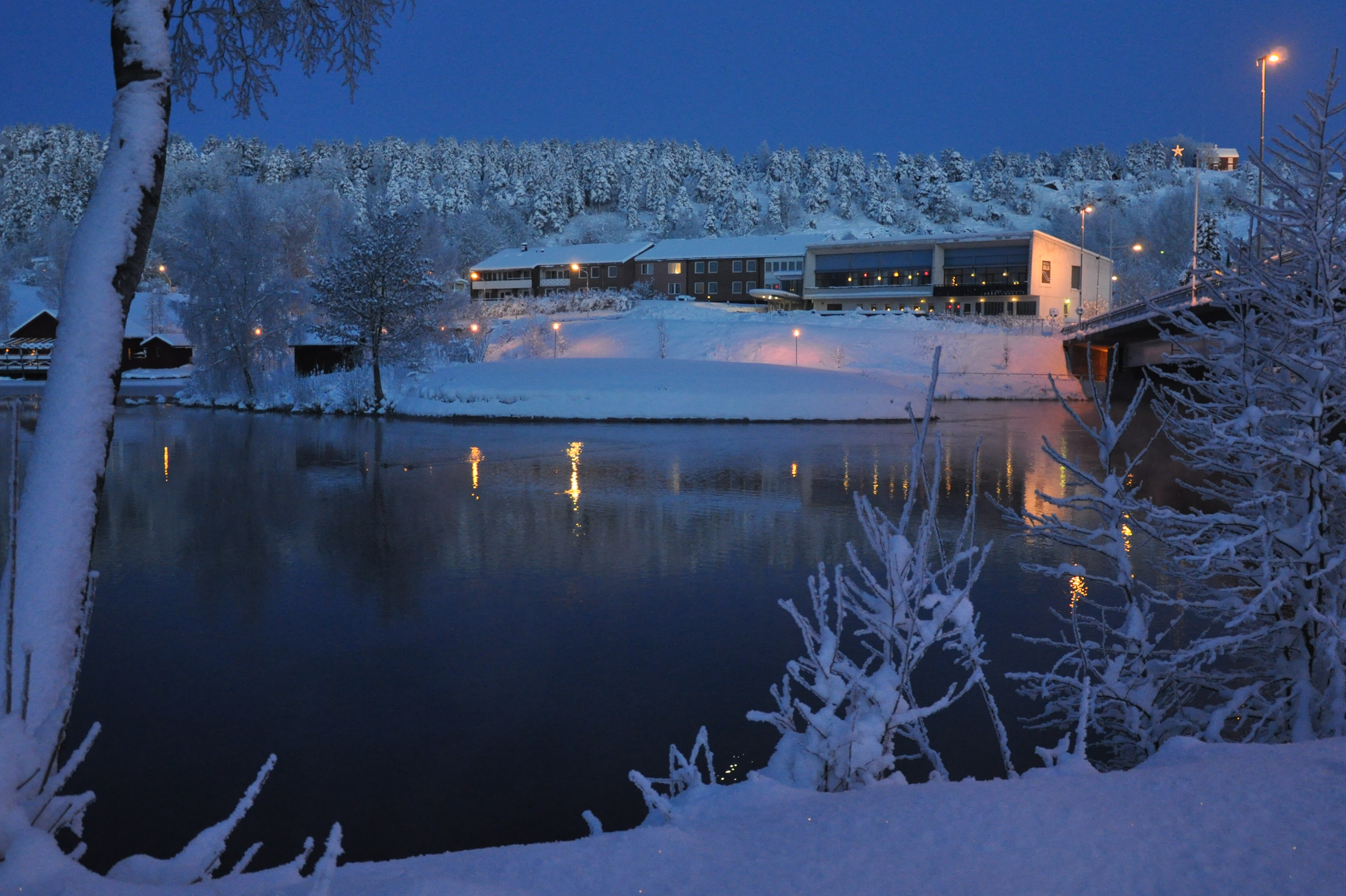
Hotell Dalia vid Lelången

Strömkullegymnasiet var en gymnasieskola i Bengtsfors kommun, Dalsland. Den ligger centralt i kommunens tätort med samma namn. Skolan startade sin verksamhet 1996 och har idag cirka 250 elever (läsåret 2011/2012). Från början hette gymnasiet Strömkulleskolan, men har sedan 2009 bytt namn till Strömkullegymnasiet. Skolan stänger 2024.

## Skolområdet
Skolan ligger i centrala Bengtsfors i Dalsland. I anslutning till skolan finns bibliotek, konsthall, ett kafé samt en sessionssal. I den sistnämnda lokalen har kommunfullmäktige sina sammanträden och är ett före detta tingshus. Övriga delar är byggda 1996. Skolan ligger bredvid Dalslands Kanal i närheten av två slussar. I samband med större arrangemang på skolan utnyttjas även biografsalongen Odéon. Även det kommunala hotellet Hotell Dalia på andra sidan kanalen används inom utbildningsverksamheten.

## Utbildning

### Program
- Ekonomiprogrammet
- Humanistiska programmet
- Estetiska programmet (Musik, Bild- och form)
- Restaurang- och livsmedelsprogrammet
- Hotell- och turismprogrammet
- Hantverksprogrammet
- Industritekniska programmet
- Naturvetenskapsprogrammet
- Samhällsvetenskapsprogrammet
- Humanistiska programmet
- Introduktionsprogrammet

### Estetiska programmet
Estetiska programmet har två inriktningar; "Bild och form" samt "Musik". I skolans bottenvåning har programmet tre stycken ateljéer för bland annat textil, foto, måleri, keramik, smide samt fotostudio. Musikinriktningen samarbetar med Bengtsfors Kulturskola och inriktningen Bild- och form samarbetar med Steneby (konstnärlig fakultet vid Göteborgs universitet).

### Hotell- och turismprogrammet och Restaurang- och livsmedelsprogrammet
På Hotell Dalia förlägger gymnasieskolan kurser för Restaurang- och livsmedel samt Hotell- och turism. Skolans elever gör större delen av sin utbildning i karaktärsämnena på ett hotell, som drivs i kommunal regi. Teoriämnen varvas med praktik i kök och servering. Hotellet är beläget på andra sidan Dalslands Kanal sett från Strömkullegymnasiet vid sjön Lelång och nås från skolan via en bro. På Hotell Dalia äter eleverna skollunch, och under veckan serveras det ett antal måltider i elevernas regi för hotellets gäster och allmänhet.

## Utbildningsresor och utbytesprogram
Strömkullegymnasiet har genomfört obligatoriska resor till europeiska länder för alla årskurs treor. I Neukloster har skolan ett utbytesprogram med Gymnasium am Sonnenkamp.